# HMS Sheffield (1971)
HMS Sheffield (D80) – brytyjski niszczyciel rakietowy typu 42 z okresu zimnej wojny. Był to drugi okręt w historii Royal Navy, noszący imię „Sheffield”, od miasta Sheffield w Yorkshire. Zatonął po trafieniu argentyńską rakietą Exocet podczas wojny o Falklandy 4 maja 1982 roku.
Okręt zbudowano w stoczni Vickers Shipbuilding and Engineering Ltd w Barrow-in-Furness; zwodowany w 1971 roku, wszedł do służby w 1975.

## Służba
Podczas wojny o Falklandy został 4 maja 1982 trafiony przez rakietę Exocet wystrzeloną z jednego z dwóch argentyńskich samolotów Dassault Super Étendard (piloci: komandor podporucznik Augusto Bedacarratz i kapitan Armando Mayora), startujących z bazy Rio Grande, o godzinie 11.02 czasu lokalnego. Z uwagi na dystans, samoloty tankowały po drodze w powietrzu.
„Sheffield” pełnił wówczas wraz z dwoma innymi niszczycielami rolę patrolu radiolokacyjnego, osłaniając główne siły brytyjskiej floty z dwoma lotniskowcami. Dowódcą okrętu był kmdr James Salt. Wobec niewykrycia przez Brytyjczyków żadnych samolotów mogących zagrozić flocie, załoga niszczyciela nie znajdowała się jednak w gotowości bojowej. Para argentyńskich samolotów zbliżała się do celu na małej wysokości 20–25 metrów, przez co nie została wykryta przez radary okrętowe, zaś flota brytyjska nie posiadała samolotów ani śmigłowców wczesnego ostrzegania, które pozwoliłyby na ich wcześniejsze wykrycie. Samoloty korzystały przy tym z informacji o okrętach brytyjskich przekazywanych przez samolot patrolowy P-2H Neptune. Gdy samoloty na chwilę wzniosły się wyżej w celu namierzenia celów przez własne radary pokładowe około godziny 10.56, zostały wykryte przez niszczyciel HMS „Glasgow”, lecz centrum obrony powietrznej na lotniskowcu „Invincible” nie przywiązało do tego należytej wagi, biorąc to za fałszywy kontakt. Na niszczycielu „Glasgow” wydano rozkaz obsadzenia stanowisk, lecz na „Sheffieldzie” – nie, mimo że po godz. 11 wykrył on dwa echa samolotów własnym radarem typu 992Q, a następnie próbował je namierzyć system kierowania ogniem pocisków Sea Dart. Zbiegiem okoliczności, z uwagi na zakłócenia generowane przez uruchomiony system łączności satelitarnej,  na „Sheffieldzie” został krótko przed tym wyłączony system rozpoznania UAA-1, który wykryłby sygnały z radarów pocisków. Należy zaznaczyć, że dokładne godziny i szczegóły chronologii zdarzeń różnią się nieco w wersji obu stron i poszczególnych raportach, w tym według wersji argentyńskiej pierwszy pocisk odpalono o 11.02, 37 km od celu, a drugi zaraz po nim, natomiast według wersji brytyjskiej odpalono je 18 i 15 km od celu. Na niszczycielu nie wystrzelono celów pozornych ani nie aktywowano armaty ani systemu rakietowego Sea Dart. Pociski zostały dostrzeżone dopiero przez obserwatorów, 45 sekund przed uderzeniem.
Jeden pocisk trafił okręt w kadłub na śródokręciu o 11.03, około 2,5 m nad linią wodną, a drugi minął okręt i wpadł do wody. Głowica bojowa rakiety o masie 165 kg wprawdzie najprawdopodobniej nie eksplodowała, jednak energia kinetyczna i pożar wywołany przez ponad połowę niezużytego paliwa rakietowego spowodowały spore zniszczenia. W burcie powstała dziura o wymiarach 4,6 na 1,2 m. Zniszczeniu uległy turbiny Olympus napędu głównego oraz część generatorów elektrycznych, a paliwo do generatorów spotęgowało pożar. Walkę z ogniem utrudniło uszkodzenie głównej magistrali pożarowej i części pomp. Paliły się drewniane meble, wykładziny i izolacja przewodów, powodując silne zadymienie. Wbrew często powielanej potocznej opinii, do pożarów nie przyczyniła się konstrukcja nadbudówek z łatwopalnych lekkich stopów aluminium, gdyż po okresie stosowania tych materiałów w konstrukcji okrętów, niszczyciele typu 42 miały już nadbudówki ze stali. Śmierć poniosło ogółem 20 marynarzy, a 26 odniosło rany lub doznało zatrucia (spośród 268-osobowej załogi). Pomimo pomocy innych okrętów, pożarów nie udało się opanować i okręt został opuszczony przez załogę, po czym palił się jeszcze przez kolejne 3–5 dni. Uszkodzenia okrętu były na tyle znaczne, że 10 maja zatonął podczas holowania przez fregatę „Yarmouth”. Był to pierwszy od 37 lat okręt Royal Navy utracony wskutek działań wojennych.